# Forrest S. Petersen

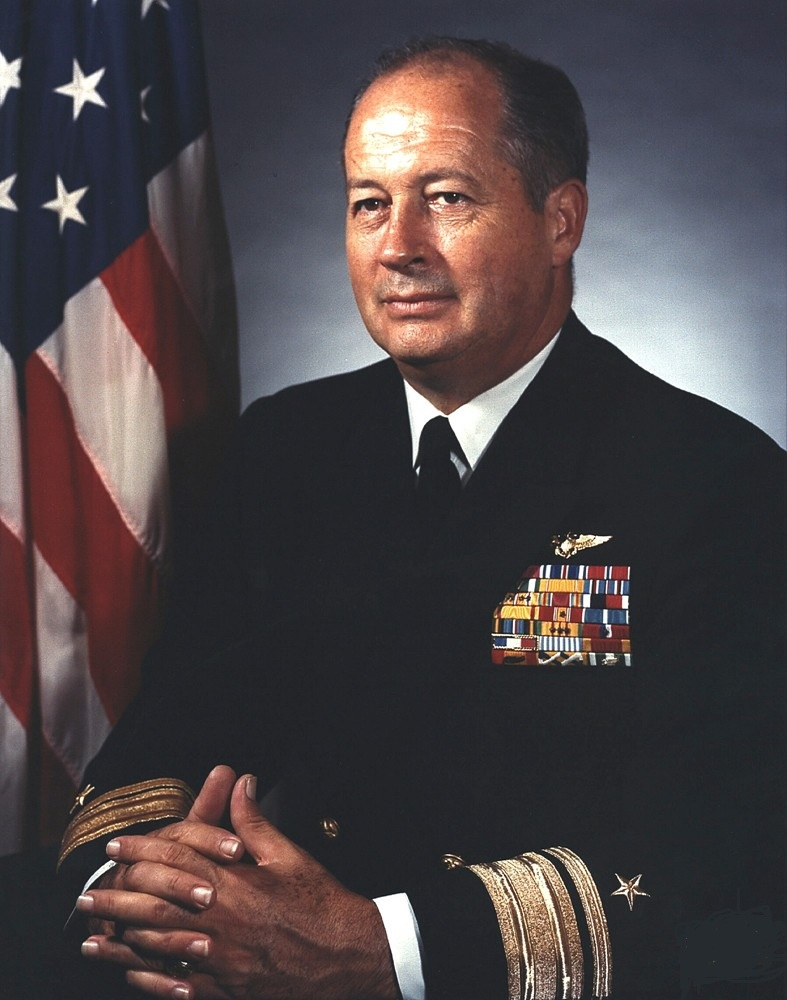
Forrest Silas Petersen

Forrest Silas Petersen (* 16. Mai 1922 in Holdrege, Nebraska; † 8. Dezember 1990 in Georgetown, South Carolina) war ein US-amerikanischer Testpilot.

## Karriere
Petersen schloss 1944 die United States Naval Academy mit einem Marinewissenschaftsgrad ab und wurde als Leutnant auf den Zerstörer USS Caperton abkommandiert. Während seiner Einsatzzeit an Bord des Zerstörers nahm er an Einsätzen auf den Philippinen, Taiwan und Okinawa teil. Nach dem Abschluss einer Flugausbildung wurde er 1947 zum Strike Fighter Squadron 192 abkommandiert.
Petersen studierte an der Naval Postgraduate School und erlangte hier im Juli 1950 den Bachelor of Science in der Fachrichtung Luft- und Raumfahrttechnik. Er setzte sein Studium an der Princeton University fort und schloss es hier als Master of Science in Ingenieurwissenschaften ab. Von 1953 bis 1956 diente er im Fighter Squadron 51. 1956 wurde er zur United States Naval Test Pilot School abkommandiert und verblieb dort als Fluglehrer.
Im August 1958 wurde er als Testpilot dem X-15-Programm zugewiesen und diente bis Januar 1962 am heutigen Neil A. Armstrong Flight Research Center auf der Edwards Air Force Base in Kalifornien. In dieser Zeit unternahm er fünf Testflüge mit der X-15 und erreichte Geschwindigkeiten von bis zu 5800 km/h (Mach 5,3) sowie Flughöhen von bis zu 31 km; er war dabei der einzige Marineflieger. Im Juli 1962 erhielt er vom Präsidenten John F. Kennedy die Collier Trophy verliehen, sowie vom Vizepräsidenten Lyndon B. Johnson die NASA Distinguished Service Medal.
Petersen war kommandierender Offizier der Strike Fighter Squadron 154, bis er zur United States Atomic Energy Commission berufen wurde. Er war von Januar 1964 bis April 1966 stellvertretender Kommandant der Enterprise und erhielt die Bronze Star Medal für den ersten Kampfeinsatz der Enterprise in Vietnam. Im November 1967 wurde er Kommandant der Bexar in der Pazifikflotte. Nach einem achtmonatigen Einsatz mit der 7. US-Flotte im Westpazifik erhielt er die Navy Commendation Medal mit Combat V. Anschließend wurde er Kommandierender Offizier der Enterprise (8. Juli 1969 bis 3. Dezember 1971). Nach diesem Kommando wurde er Assistent des Direktors Naval Program Planning im Büro des Chief of Naval Operations. 1974 wurde er Kommandeur der United States Sixth Fleet in Athen. 1975 leitete er im Pentagon das Naval Air Operations Office. Zuletzt leitete er als Vizeadmiral das Naval Air Systems Command. Er schied 1980 aus dem aktiven Dienst aus.

## Familie
Petersen war zwei Mal verheiratet und hatte drei Kinder aus erster und eines aus zweiter Ehe.

## Auszeichnungen
Für seine Dienste im Zweiten Weltkrieg, dem Koreakrieg und dem Vietnamkrieg erhielt er folgende Orden und Ehrenabzeichen: Legion of Merit, Distinguished Flying Cross, Bronze Star Medal, Navy Commendation Medal (mit „Combat V“), American Defense Service Medal, Asiatic-Pacific Campaign Medal, American Campaign Medal, China Service Medal, Army of Occupation Medal mit „Japan“ Schwinge, Philippine Liberation Medal, Philippine Presidential Unit Citation, World War II Victory Medal, Korean Service Medal, United Nations Service Medal, Vietnam Service Medal, Vietnam Campaign Medal, National Defense Service Medal mit Bronze Service Star, Korean War Service Medal, und die NASA Distinguished Service Medal. 1962 bekam er den John J. Montgomery Preis.
Am 7. Februar 2012 wurde der Asteroid (8025) Forrestpeterson nach ihm benannt.

## Tod
Er starb an einem Hirntumor und wurde auf dem Nationalfriedhof Arlington bestattet.